# Prince's Golf Club
De Prince's Golf Club is een golfclub in Engeland.

## De baan
De golfbaan ligt aan de Sandwich Baai bij Sandwich in Kent. De grond werd eind 19de eeuw door de graaf van Guilford ter beschikking gesteld aan een aantal heren die een golfbaan wilden aanleggen. De baan werd ontworpen door Charles Hutchings, winnaar van het Brits amateurkampioenschap in 1902. In 1906 was de baan klaar. De baan werd in juni 1907 geopend door A.J. Balfour, de nieuwe Prime Minister. De baan was iets langer geworden dan de reeds bestaande banen omdat er een nieuwe golfball op de markt was gekomen, gemaakt van rubber. Deze ging verder dan de normale leren ballen die met veren gevuld waren.
Tijdens de Eerste Wereldoorlog werd de kuststrook met verdedigingswerken ingericht. Ook werden militairen hier getraind. Tussen de twee oorlogen kwam de club tot grote bloei. In 1930 werd de Prince of Wales voorzitter van de club.
Tijdens de Tweede Wereldoorlog werd de club in beslag genomen. Na de oorlog werd de been hersteld en uitgebreid tot 27 holes. Er zijn nu drie lussen van negen holes, de 'Shore', de 'Dunes' en de 'Himalayas'. In 1954 werd het eerste grote toernooi op de nieuwe baan gespeeld. De Dunlop Masters werd door Bobby Locke gewonnen.
In 2003 is de bewatering van de baan verbeterd en werden ongeveer 1000 sprinklers aangelegd.

#### Toernooien
In 1912 werd het English Ladies Open op de Prince's gespeeld. Winnares was M. Gardner. Tien jaar later werd het Ladies Open gespeeld. Winnares was Joyce Wethered. Dit toernooi kwam terug in 1964.
Het Brits Open werd in 1932 ontvangen. In die tijd werd er op maandag en dinsdag gekwalificeerd om het toernooi te mogen spelen. Spelers moesten hiervoor een ronde op de Prince's spelen en op de nabijgelegen St George's. De beroemde James Braid, winnaar van vijf Opens voor de Eerste Wereldoorlog, maar inmiddels 62 jaar, miste de kwalificatie.
In die tijd werden de derde en vierde ronde nog op één dag gespeeld. Gene Sarazen stond vanaf de eerste ronde aan de leiding en won met vijf slagen voorsprong.
In 1982 kwam het Open naar St George's en werd op Prince's de kwalificatie gespeeld, net als in 1985, 1993 en 2003.
Nog veel andere nationale en internationale toernooien werden op Prince's gespeeld, waaronder de Curtis Cup en het PGA Kampioenschap dat door Peter Alliss in 1965 werd gewonnen.

## Clubhuis
Bij de uitbreiding van de baan in 1950 werd ook een nieuw clubhuis gebouwd, dat meer ruimte bood maar ook meer centraal lag. Het werd door Peter Allis in 1958 geopend tijdens het Brits Open, dat toen op Lytham's werd gespeeld.